# Tòa án Hiến pháp Indonesia
Tòa án Hiến pháp Indonesia (tiếng Indonesia: Mahkamah Konstitusi Republik Indonesia) là một trong hai tòa án cấp cao của Indonesia cùng với Tòa án tối cao Indonesia. Tòa án hiến pháp có nhiệm vụ chính là giám sát hiến pháp đối với luật. Ngoài ra, Tòa án hiến pháp có nhiệm vụ giải quyết tranh chấp thẩm quyền giữa các cơ quan nhà nước, xử lý khiếu nại về kết quả bầu cử, giám sát việc đàn hặc và quyết định giải tán chính đảng.
Tòa án hiến pháp được thành lập theo tu chính án thứ ba Hiến pháp Indonesia, được Hội nghị Hiệp thương Nhân dân phê chuẩn vào ngày 9 tháng 11 năm 2001. Trước đó, Tòa án tối cao đảm nhiệm những nhiệm vụ, quyền hạn của Tòa án hiến pháp.

## Lịch sử

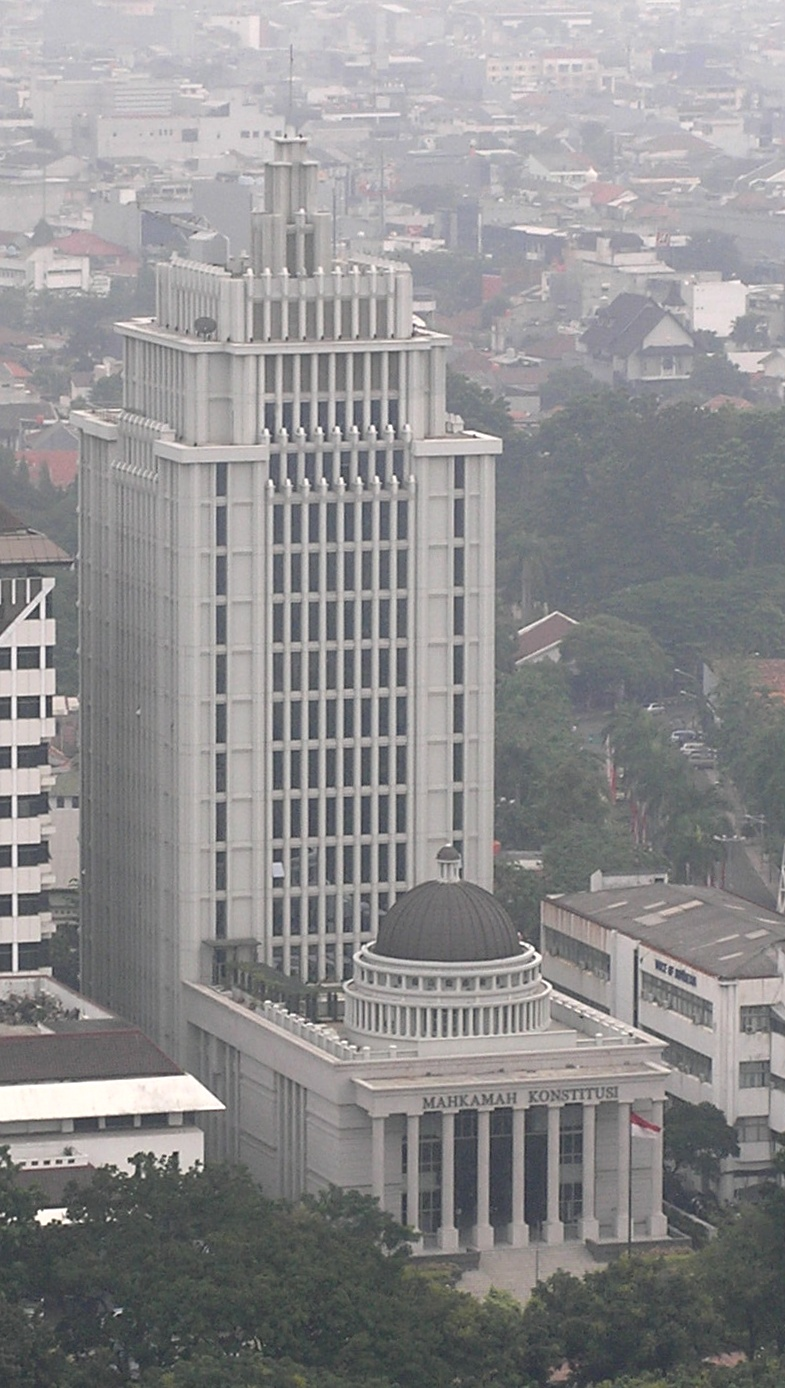
Trụ sở Tòa án hiến pháp

Trước khi tu chính án thứ ba được ban hành, những nhiệm vụ của Tòa án hiến pháp do Tòa án tối cao đảm nhiệm.
Tháng 8 năm 2003, Hội nghị Hiệp thương Nhân dân thông qua Luật Tổ chức Tòa án hiến pháp (Luật số 24 năm 2003). Chín thẩm phán Tòa án hiến pháp được bổ nhiệm vào ngày 15 tháng 8 và nhậm chức vào hôm sau. Ngày 15 tháng 10 năm 2003, Tòa án hiến pháp tiếp quản một số quyền hạn của Tòa án tối cao và bắt đầu hoạt động. Chín thẩm phán đầu tiên là:
- GS. TS. Jimly Asshiddiqie của Đại học Indonesia
- TS. Harjono của Đại học Airlangga, Surabaya
- I Dewa Gede Palguna của Đại học Udayana, Denpasar
- TS. Mohammad Laica Marzuki, là nguyên thẩm phán Tòa án tối cao
- Maruara Siahaan, nguyên Chủ tịch Tòa án cấp cao Bengkulu
- Soedarsono, nguyên Chủ tịch Tòa án hành chính cấp cao Surabaya
- GS. Mukthie Fajar của Đại học Brawijaya, Malang
- GS. HAS Ahmad Natabaya của Đại học Sriwijaya, Palembang
- Trung tướng (nghỉ hưu) Roestandi

GS. TS. Jimly Asshiddiqie được bổ nhiệm làm chánh án đầu tiên từ năm 2003 đến 2006, là một học giả nổi tiếng tích cực tham gia thảo luận tu chính án hiến pháp và đề xuất thành lập Tòa án hiến pháp. Ông được bổ nhiệm nhiệm kỳ thứ hai từ năm 2006 đến năm 2009. Sau năm năm, Tòa án hiến pháp và Ủy ban phòng, chống tham nhũng được xem là biểu tượng của quá trình cải cách thành công của Indonesia. GS. TS. Mohammad Mahfud được bổ nhiệm làm chánh án Tòa án hiến pháp, là một nhà chính trị cấp cao của Đảng Giác ngộ Toàn quốc và thành viên Hội nghị Hiệp thương Nhân dân.
Tòa án hiến pháp có thẩm quyền:
- Giám sát hiến pháp đối với luật
- Giải quyết tranh chấp thẩm quyền giữa các cơ quan nhà nước
- Xử lý khiếu nại về kết quả bầu cử
- Quyết định giải tán chính đảng
- Bãi nhiệm tổng thống và phó tổng thống Indonesia

Mục đích của Tòa án hiến pháp là bảo vệ nền dân chủ và Hiến pháp Indonesia theo nguyên tắc pháp quyền và quyền lợi hiến định của nhân dân, quyền con người. Vậy nên Tòa án hiến pháp là một cơ quan được kính trọng của Indonesia. Trong cuộc bầu cử Hội nghị Hiệp thương Nhân dân cùng cuộc bầu cử thống thống đầu tiên vào năm 2004, vai trò của Tòa án hiến pháp được dư luận tán thành. Tòa án hiến pháp đã có nhiều phán quyết trong lĩnh vực chính trị, xã hội, kinh tế, ví dụ như khôi phục quyền chính trị của những cựu đảng viên cộng sản, hủy bỏ hiệu lực hồi tố của luật chống khủng bố, bãi bỏ những quy định pháp luật về chống phá nhà nước và xúc phạm tổng thống. Do có ảnh hưởng đến việc định hình nền dân chủ Indonesia nên dư luận quan tâm quá trình bổ nhiệm thẩm phán Tòa án hiến pháp, việc phân định thẩm quyền giữa Tòa án hiến pháp và những cơ quan khác và cách thức giải quyết vấn đề của Tòa án hiến pháp.
Giữa năm 2011, Hội nghị Hiệp thương Nhân dân sửa đổi Luật Tổ chức Tòa án hiến pháp 2003, những điều sửa đổi bao gồm thay đổi việc tổ chức hội đồng đạo đức, bổ sung điều kiện và kinh nghiệm cần thiết để được bổ nhiệm làm thẩm phán, giảm nhiệm kỳ chánh án và phó chánh án xuống hai năm rưỡi từ ba năm và tăng tuổi nghỉ hưu bắt buộc lên 70 từ 67. Jimly Asshidiqie, chánh án Tòa án hiến pháp đầu tiên, chỉ trích việc thay đổi tổ chức hội đồng đạo đức là "tầm phào".
Tháng 10 năm 2013, để chấn chỉnh tiêu chuẩn thẩm phán sau khi Chánh án đương nhiệm Akil Mochtar bị bắt, Tổng thống Susilo Bambang Yudhoyono ban hành sắc luật quy định thẩm phán Tòa án hiến pháp không được có quan hệ với một chính đảng trong ít nhất bảy năm và phải được một ủy ban tuyển chọn độc lập kiểm tra, xác minh. Ngoài ra, một ủy ban đạo đức thường vụ được thành lập để giám sát hoạt động của Tòa án hiến pháp. Hội nghị Hiệp thương Nhân dân phê chuẩn sắc luật vào ngày 19 tháng 12 năm 2013.

## Nhiệm vụ và quyền hạn
Tòa án hiến pháp có địa vị pháp lý ngang với Tòa án tối cao. Quyền hạn của Tòa án hiến pháp được quy định tại Điều 24C Hiến pháp Indonesia, bao gồm giám sát hiến pháp đối với luật, giải quyết tranh chấp thẩm quyền giữa các cơ quan nhà nước, quyết định giải tán chính đảng, xử lý khiếu nại về kết quả bầu cử và quyết định quyết bãi nhiệm tổng thống.
Thẩm quyền xử lý khiếu nại về kết quả bầu cử ban đầu chỉ được áp dụng đối với bầu cử Hội nghị Hiệp thương Nhân dân nhưng từ năm 2009 đã mở rộng mà bao gồm bầu cử địa phương. Hiện tại, phần lớn công việc của Tòa án hiến pháp là giám sát hiến pháp, xử lý khiếu nại về kết quả bầu cử và giải quyết tranh chấp thẩm quyền giữa các cơ quan nhà nước. Tòa án tối cao tiếp tục thực hiện quyền giám sát hiến pháp không chính thức.
Một vấn đề nhức nhối của Tòa án hiến pháp nói riêng và toàn bộ hệ thống pháp luật nói chung là khả năng thi hành phán quyết, quyết định của hệ thống tòa án thông thường khá yếu. Vài năm gần đây, một số cán bộ, công chức địa phương đã từ chối thi hành phán quyết của Tòa án hiến pháp.

## Tổ chức

### Chánh án
Chánh án Tòa án hiến pháp do Tòa án hiến pháp bầu ra trong số thẩm phán.

### Phó chánh án
Phó chánh án Tòa án hiến pháp là thẩm phán cao cấp thứ hai, do Tòa án hiến pháp bầu ra trong số thẩm phán như Chánh án.

### Thẩm phán
Hiến pháp Indonesia quy định Tòa án hiến pháp gồm chín thẩm phán. Hội đồng Đại diện Nhân dân, tổng thống và Tòa án tối cao có quyền bổ nhiệm ba thẩm phán với nhiệm kỳ năm năm.
Sau khi Patrialis Akbar bị miễn nhiệm vào tháng 1 năm 2017 và Saldi Isra được bổ nhiệm thay thế vào tháng 4, Tòa án hiến pháp gồm:
- Arief Hidayat (Chánh án)
- Anwar Usman (Phó chánh án)
- Enny Nurbaningsih
- Aswanto
- Wahiduddin Adams
- I Dewa Gede Palguna
- Suhartoyo
- Manhan Sitompul
- Saldi Isra[12]

Quá trình bổ nhiệm thẩm phán thường gây tranh cãi. Ví dụ: giữa tháng 8 năm 2013, Tổng thống Susilo Bambang Yodhoyono bổ nhiệm Patrialis Akbar để thay thể thẩm phán Achmad Sodiki đã nghỉ hưu và bổ nhiệm lại nguyên thẩm phán Maria Indrati nhưng bị một nhóm nhà hoạt động pháp lý khởi kiện tại Tòa án hành chính Jakarta vào tháng 12 năm 2013. Tuy nhiên, Yudhoyono thay mặt Akbar và Indrati kháng cáo và được tòa án phúc thẩm xử thắng kiện.

#### Cựu thẩm phán
Cựu thẩm phán bao gồm:
- Ahmad Fadlil Sumadi
- Akil Mochtar (cựu chánh án)
- Hamdan Zoelva (cựu Phó chánh án)
- Muhammad Alim
- Patrialis Akbar
- Maria Farida Indrati

### Tổng thư ký
Tổng thư ký Tòa án hiến pháp (Sekretaris Jenderal) có nhiệm vụ quản lý Tòa án hiến pháp về mặt hành chính. Đến tháng 9 năm 2019, tổng thư ký là M. Guntur Hamzah. Tổng thư ký lãnh đạo:
- Vụ kế hoạch và giám sát (Biro Perencanaan dan Pengawasan)
- Vụ tài chính và nhân sự (Biro Keuangan dan Kepegawaian)
- Vụ quan hệ công chúng và lễ tân (Biro Hubungan Masyarakat dan Protokol)
- Vụ tổng vụ (Biro Umum)
- Trung tâm Nghiên cứu và Phân tích tố tụng, Quản lý công nghệ thông tin và truyền thông (Pusat Penelitian dan Pengkajian Perkara, Pengelolaan Teknologi Informasi dan Komunikasi)
- Trung tâm giáo dục Pancasila và hiến pháp (Pusat Pendidikan Pancasila dan Konstitusi)

### Thư ký Tòa án hiến pháp
Thư ký Tòa án hiến pháp (Panitera) có nhiệm vụ quản lý Tòa án hiến pháp về mặt tư pháp, có hai phó thư ký giúp việc. Phó thư ký I giúp việc giám sát hiến pháp, giải quyết tranh chấp thẩm quyền giữa các cơ quan nhà nước và xử lý khiếu nại về kết quả bầu cử Hội nghị Hiệp thương Nhân dân, tổng thống. Phó thư ký II giúp việc bãi nhiệm, giải tán chính đảng và xử lý khiếu nại về kết quả bầu cử địa phương.